# Kammikivi
Kammikivi es uno de los yacimientos volcánicos de Pachenga. Está en el óblast de Múrmansk, en Rusia. Se sitúa al E del Kotselvaara. A diferencia de este yacimiento, Kammikivi no está explotado. Kammikivi se formó a partir de un antiguo rift que pasaba por esta zona; expulsando grandes coladas de lava. Kotselvaara tiene el mismo origen, incluyendo los demás yacimientos que forma Pachenga.